# Wingquist Laboratory
Wingquist Laboratory VINN Excellence Centre är ett forskningscentrum för virtuell produktframtagning på Chalmers tekniska högskola. Syftet med centrumet är att det ska vara enkelt för industrin att få till sig och börja använda forskningsresultat i sin verksamhet. Företag förväntas hela tiden hitta på nya produkter som samtidigt ska uppfylla en mängd krav på bland annat miljövänlighet, säkerhet, lönsamhet och kvalitet. Det gör dem beroende av att ständigt få till sig nya idéer.
Forskningen inom Wingquist Laboratory är inriktad på ta fram nya metoder och virtuella verktyg som stöttar företag ända från utvecklingen av tidiga produktkoncept till att välja hur produkterna ska tillverkas. Det finns fyra forskargrupper i centrumet. Dessa forskare har tillsammans kompetens inom: systemkonstruktion och produktlivscykelanalyser; geometrisäkring och robust design; geometrisk banplanering och flexibel automation.
Namnet Wingquist Laboratory är inspirerat av ingenjören, uppfinnaren och entreprenören Sven Wingquist som grundade SKF.